# 퍼멀로이

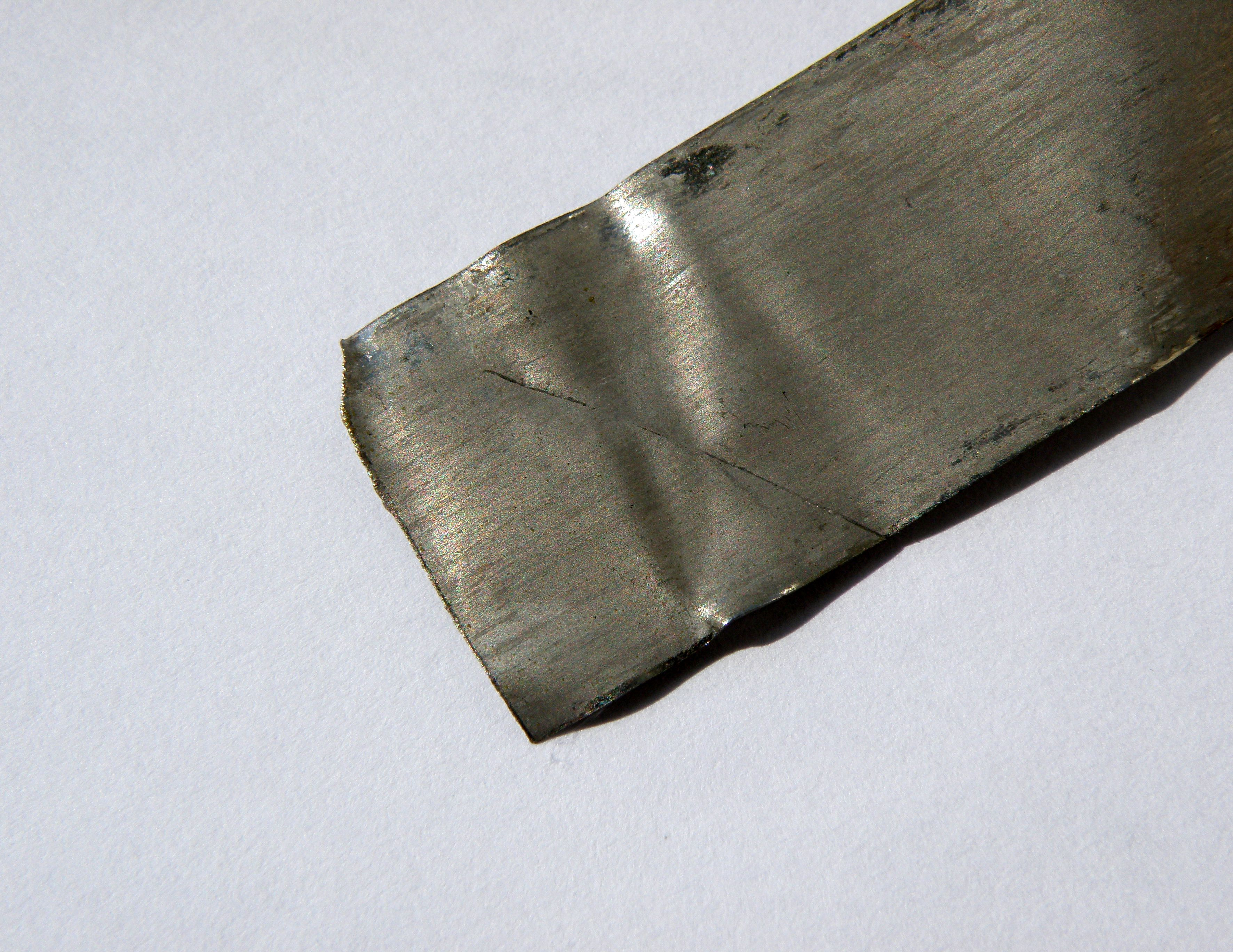

퍼멀로이(permalloy)는 니켈 약 80%, 철 20%의 합금으로, 투자율(透磁率)이 매우 높고, 자기 히스테리시스(磁氣 hysteresis)의 손실이 작은 우수한 자성재료이며, 통신기의 자심의 재료로서 없어서는 안 될 금속이다. 전화의 음성전류변성기의 자심에도 이런 종류의 합금이 사용된다.